# 石竟男
石竟男（1994年4月7日—），出生於中國黑龍江省，是短道速滑運動員。他曾在2011年的世界青年錦標賽取得年度排名第5的成績。2014年，他取得參與冬季奧運會的資格，在男子1500米預賽中，他因摔倒而出局，但他還是在男子5000米接力賽成功晉級決賽，并携手队友为中国队夺得一枚铜牌。

## 資料來源
1. ↑  .   [2014-02-15]. （原始内容存档于2014-02-13）.
2. ↑  短道男子1500米中国队两人晋级 石竟男摔倒出局 （页面存档备份，存于） 搜狐体育 2014-02-10
3. ↑  短道速滑男子5000米接力半决赛 中国小组第二晋级决赛 （页面存档备份，存于） 人民网 2014-02-13